# Alexander Göschen (Mediziner)
Alexander Göschen (* 12. März 1813 in Berlin; † 2. März 1875 ebenda) war ein deutscher Mediziner.

## Leben
Alexander Göschen war ein Sohn des Rechtswissenschaftlers Johann Friedrich Ludwig Göschen und dessen Ehefrau Charlotte (1781–1862), geb. Delbrück, einer Tochter des Magdeburger Advokaten und Ratsmanns Friedrich Heinrich Delbrück (1736–1783). Der lutherische Theologe und Generalsuperintendent der Generaldiözese Harburg Adolf Göschen und der Rechtswissenschaftler und Rektor der Universität Halle (Saale) Otto Göschen waren seine älteren Brüder.
Alexander Göschen studierte ab 1831 an der Georg-August-Universität Göttingen Medizin und wurde dort 1836 mit seiner gynäkologischen Dissertation De forcipe obstetricia promoviert.
Er absolvierte in Hannover sowie danach auch in Berlin die Staatsprüfung und praktizierte anschließend für kurze Zeit in Dardesheim bei Halberstadt.
Im Jahr 1838 unternahm er eine wissenschaftliche Reise durch Deutschland und Österreich, ließ sich als Arzt in Magdeburg nieder und wurde 1843 Medizinal-Assessor honorarius beim Magdeburger Provinzial-Medizinal-Kollegium. Nach seinem Umzug nach Leipzig führte er von 1844 bis 1849 die Redaktion von Carl Christian Schmidt’s Jahrbüchern der in- u. ausländischen gesammten Medicin (Band 41 bis Band 64, Supplementbände 4 und 5). Mit Herausgabe des Bandes 65 im Jahr 1850 wurde die weitere Redaktion der Jahrbücher von den Medizinern Hermann Eberhard Friedrich Richter und Adolf Winter (1816–1901) übernommen. Im Jahr 1849 siedelte Alexander Göschen nach Berlin über und gründete die Zeitschrift Deutsche Klinik. Zeitung für Beobachtungen aus deutschen Kliniken und Krankenhäusern, die er bis zu seinem Tod im März 1875 redigierte. Die von ihm gegründete Zeitschrift Kritische Blätter für wissenschaftliche und praktische Medicin erschien nur in den Jahrgängen 1866 und 1867 und wurde dann eingestellt.
Am 1. November 1854 wurde Alexander Göschen mit dem Beinamen Boerhaave II. unter der Matrikel-Nr. 1720 als Mitglied in die Leopoldina aufgenommen.
Er war seit 15. August 1841 verheiratet mit seiner Frau Bertha (* 17. September 1816), geborene Stromeyer, einer Tochter des Chemikers Friedrich Stromeyer.

## Schriften (Auswahl)
als Autor
- De forcipe obstetricia. Dissertation, Göttingen 1836
- Die Pflege des menschlichen Körpers, eine allgemeine Diätetik für Laien. Tauchnitz, Leipzig 1847
- Achselmannstein bei Reichenhall. Eine Bade-Skizze. Reimer, Berlin, 1857 (Digitalisat)
- Vichy. Eine Badeskizze. Peters, Berlin, 1865 (Digitalisat)

als Redakteur/Herausgeber
- Carl Christian Schmidt’s Jahrbücher der in- und ausländischen gesammten Medicin. Band 41 (1844) bis 64 (1849) (Digitalisate)
- Carl Christian Schmidt’s Jahrbücher der in- und ausländischen gesammten Medicin. Vierter  und Fünfter Supplementband (1845 und 1847) (Digitalisate)
- Deutsche Klinik. Zeitung für Beobachtungen aus deutschen Kliniken und Krankenhäusern. Band 1 (1849) bis 27 (1875) (Digitalisate)
- Kritische Blätter für wissenschaftliche und praktische Medicin. 1866 und 1867.